# Reino Oittinen
Reino Henrik Oittinen (né le 26 juillet 1912 à Helsinki et mort le 1er mars 2014 à Helsinki) est un homme politique finlandais,. 
Avec Mikael Soininen, il est considéré comme étant le géniteur de l'école primaire finlandaise.

## Biographie
En 1931, Reino Oittinen obtient son diplôme de fin d'études secondaires du lycée classique de Tampere. En 1934, il obtient un baccalauréat universitaire en sciences sociales.
Reino Oittinen n'a pas terminé sa thèse lorsque, après une élection rigoureuse en 1934, il devient le recteur de l'institut des travailleurs de Valkeakoski à l'âge de 22 ans. À Valkeakoski, il est rapidement élu de la Chambre de commerce.
En septembre 1937, Reino Oittinen est élu directeur de la bibliothèque municipale de Tampere par la majorité social-démocrate du conseil municipal de Tampere. Le résultat de l'élection sera annulé car selon les règles de la bibliothèque municipale de Tampere, le candidat devait avoir une connaissance de l'activité des bibliothèques.
De 1938 à 1945, il travaille à l'Association de l'éducation ouvrière et de 1945 à 1950 il est recteur de l'Académie ouvrière. Puis de 1950 à 1972, il est directeur de la direction nationale de l'éducation.

## Carrière politique
Reino Oittinen est vice-Premier ministre des gouvernements Paasio I (27.5.1966-22.3.1968), Lehto (12.6.1964-12.9.1964) et von Fieandt (29.11.1957-26.4.1958). Il est aussi ministre de l'Éducationdes gouvernements Paasio I (27.5.1966-22.3.1968), Lehto (18.12.1963-12.9.1964), von Fieandt (29.11.1957-26.4.1958), Kekkonen III (20.9.1951 - 9.7.1953) et Fagerholm I (29.7.1948-17.3.1950).